# Laurent Labasse
Laurent Labasse (Frankrijk, 19??) is een Franse acteur en regisseur. Labasse is het meest bekend door zijn rollen in La Haine uit 1995, Dimanche uit 2004 en David Nolande in 2006.

## Filmografie

### Als acteur

#### Films
| Jaar | Titel                                  | Rol                 |
| ---- | -------------------------------------- | ------------------- |
| 1993 | Métisse                                | Cop                 |
| 1995 | La Haine                               | Cook                |
| 1995 | Les Milles                             | Sergent minage pont |
| 1996 | Kapitein Conan                         | Raoul Fourrier      |
| 1997 | Ma 6-T va crack-er                     | Flic                |
| 1997 | Vive la République!                    | N/A                 |
| 1998 | Vidange                                | Inspecteur Baron    |
| 1999 | Une vie de prince                      | Cucca               |
| 1999 | Méditerranées                          | N/A                 |
| 2002 | Ah! Si j'étais riche                   | Le coiffeur branché |
| 2004 | Le jardin de papa                      | Jean                |
| 2004 | Agents Secrets                         | Vieil ami Brisseau  |
| 2004 | Un petit garçon silencieux             | L'entraîneur        |
| 2007 | Un lever de rideau et autres histoires | L'amant             |
| 2007 | Le dernier gang                        | Inspecteur Vernier  |
| 2007 | Les deux mondes                        | Terrassier 1        |
| 2014 | Le monde de Fred                       | Francis Nils        |

#### Korte films
| Jaar | Titel               | Rol     |
| ---- | ------------------- | ------- |
| 1993 | Victor              | L'amant |
| 1994 | Tina et le revolver | N/A     |
| 1997 | Shabbat Night Fever | Tony    |
| 2001 | Vices & Services    | N/A     |

#### Series
| Jaar | Titel                 | Rol                 |
| ---- | --------------------- | ------------------- |
| 1997 | La belle vie          | Guittou             |
| 1999 | L'instit              | Alain Tournier      |
| 1999 | L'avocate             | Benoît Lauris       |
| 2000 | Le bimillionnaire     | Jeannot             |
| 2001 | Julie Lescaut         | Patron café         |
| 2002 | Femmes de loi         | Lieutenant Aubinais |
| 2002 | Un homme en colère    | Marc Loste          |
| 2003 | Avocats & associés    | Gomez               |
| 2004 | Maigret               | Gianni              |
| 2005 | La crim'              | Delbarre            |
| 2006 | P.J.                  | M. Kehler           |
| 2006 | David Nolande         | Bastien             |
| 2008 | Flics                 | Dureuil             |
| 2010 | Section de recherches | Lionel Fortier      |

### Als regisseur

#### Korte films
| Jaar | Titel    |
| ---- | -------- |
| 2004 | Dimanche |